# モスクワ中央環状線

モスクワ中央環状線（モスクワちゅうおうかんじょうせん、ロシア語: Московское центральное кольцо, МЦК）とは、モスクワ旧市街を囲む都市高速鉄道である。モスクワ地下鉄の路線として扱われ、モスクワ地下鉄14号線とも呼ばれる。元は貨物用の鉄道であった路線を整備し、2016年9月10日に旅客用としての利用が開始された。下請けとして選ばれた連邦政府所有のロシア鉄道と、モスクワ地下鉄を通してモスクワ政府所有のMKZD社によって運営されている。軌道インフラやプラットフォームはロシア鉄道が、ほとんどの駅ビルなどはMKZD社が所有する。

## 歴史
1897年に、皇帝ニコライ2世の支援が行われ、「王立鉄道」と愛称が付けられた。貨物用2レーン、旅客用2レーンの予定で1902年5月に建設が始まったが、日露戦争敗北の影響で2レーンに規模が縮小し、1908年7月19日に正式に開業した。最初の数か月は旅客用としても利用されていたが、1908年10月10日に貨物を優先するため廃止された。その後、第一次世界大戦の間など、いくどか旅客サービスは復活したが、1920年代に他の交通機関が発達したこともあり、1934年に終了した。今回の開業は82年ぶりである。

## 駅一覧
2016年12月現在31駅を有する。 地下鉄5駅と直接乗り換え可能であることに加え、他に9駅は徒歩圏内での乗り換えが可能である。 
| 駅名                             | ロシア語              | 乗り換え                                                    |
| -------------------------------- | --------------------- | ----------------------------------------------------------- |
| — ↑ リホボルィ方面 ↑ —           |                       |                                                             |
| オクルジュナヤ駅                 | Окружная              |                                                             |
| ヴラディキノ駅                   | Владыкино             | ヴラディキノ駅                                              |
| 植物園駅                         | Ботанический сад      | 植物園駅 (徒歩圏内での乗り換え可能)                         |
| ロストキノ駅                     | Ростокино             |                                                             |
| ベロカメンナヤ駅                 | Белокаменная          |                                                             |
| ブリバール・ロコソーフスカヴァ駅 | Бульвар Рокоссовского | ブリバール・ロコソーフスカヴァ駅 (徒歩圏内での乗り換え可能) |
| ロコモティフ駅                   | Локомотив             | チェルキゾフスカヤ駅                                        |
| イズマイロボ駅                   | Измайлово             | パルチザンスカヤ駅 (徒歩圏内での乗り換え可能)               |
| ソコリナヤ・ゴラ駅               | Соколиная Гора        |                                                             |
| ショッセ・エントゥジアストフ駅   | Шоссе Энтузиастов     | ショッセ・エントゥジアストフ駅 (徒歩圏内での乗り換え可能)   |
| アンドロノフカ駅                 | Андроновка            |                                                             |
| ニジェゴロドスカヤ駅             | Нижегородская         |                                                             |
| ノヴォホフロフスカヤ駅           | Новохохловская        |                                                             |
| ウグレシスカヤ駅                 | Угрешская             |                                                             |
| ドゥブロフカ駅                   | Дубровка              | ドゥブロフカ駅 (徒歩圏内での乗り換え可能)                   |
| アフトザヴォーツカヤ駅           | Автозаво́дская         | アフトザヴォーツカヤ駅 (徒歩圏内での乗り換え可能)           |
| ジル駅                           | ЗИЛ                   |                                                             |
| ヴェルフニエ・コトゥリ駅         | Верхние Котлы         |                                                             |
| クリムスカヤ駅                   | Крымская              |                                                             |
| プローシャジ・ガガーリナ駅       | Площадь Гагарина      | レニンスキー・プロスペクト駅                                |
| ルジニキ駅                       | Лужники               | スポルチーヴナヤ駅 (徒歩圏内での乗り換え可能)               |
| クトゥーゾフスカヤ駅             | Кутузовская           | クトゥーゾフスカヤ駅                                        |
| デロヴォイ・ツェントル駅         | Деловой центр         | メジュドゥナロードナヤ駅                                    |
| シェレピハ駅                     | Шелепиха              |                                                             |
| ハラショーヴァ駅                 | Хорошёво              | ポレジャエフスカヤ駅 (徒歩圏内での乗り換え可能)             |
| ゾルゲ駅                         | Зорге                 |                                                             |
| パンフィロフスカヤ駅             | Панфиловская          |                                                             |
| ストレシネヴォ駅                 | Стрешнево             |                                                             |
| バルチースカヤ駅                 | Балтийская            | ヴォイコフスカヤ駅 (徒歩圏内での乗り換え可能)               |
| コプテヴォ駅                     | Коптево               |                                                             |
| リホボルィ駅                     | Лихоборы              |                                                             |
| — ↓ オクルジュナヤ方面 ↓ —       |                       |                                                             |